# مزرعة غورت
مزرعة غورت هي قرية في مقاطعة أصفهان، إيران. عدد سكان هذه القرية هو 925 في سنة 2006.